# Roșcani, Rezina
Roșcani este un sat din cadrul comunei Pereni din raionul Rezina, Republica Moldova.